# 桂歌蔵
桂 歌蔵（かつら うたぞう、本名：安田 彰吾、1964年7月20日 - ）落語芸術協会所属の落語家、作家。日本ペンクラブ会員。大阪府堺市出身。大東文化大学経済学部卒業。出囃子は『ハッピートーク』。

## 略歴
- 1991年12月、桂歌丸に入門。桂歌郎を名乗る。
- 1994年、プロボクシングC級ライセンスを取得。
- 1996年2月、二つ目に昇進。桂歌蔵に改名。
- 2005年5月、真打に昇進。

## 人物
得意ネタは、滑稽噺、与太郎噺、人情噺。落語界へ入る前にはイギリスのパンク・ロックバンド「ストラングラーズ」のメンバーであるジャン＝ジャック・バーネルが主宰する空手道場へと入門するためにイギリスへ渡り、前座時代の1994年には30歳目前にしてプロボクシングC級ライセンスを取得する経歴を持つ。ボクシングとの両立について師匠である桂歌丸と話し合った結果、落語に邁進することとなった。
2024年より日本ボクシングコミッション（ＪＢＣ）のリングアナウンサーライセンスも取得。翌2025年よりボクシング興行にてリングアナウンサー業務も務めている。
二つ目時代から多くの新聞雑誌にてエッセイ、コラムを連載する。週刊ヤングサンデーにてコラム「笑いの虎」を連載。各界の芸人に桂歌蔵が直撃するというスタイルで、3年半、32回の長期に渡って続いた。
真打昇進時より、英語落語等による海外公演を積極的に行う。その国の数は、16か国に及ぶ。
2009年「アイ・フォート・ザ・パスト」で第89回文藝春秋オール讀物新人賞の最終候補となる。
2017年北國新聞社主催 第5回赤羽萬次郎賞（本名 安田彰吾名義）にて優秀賞受賞。
2017年第3回藤本義一文学賞「虫の知らせ」（本名安田彰吾名義）にて特別賞受賞。
2019年3月角川書店より青春落語小説「よたんぼう」発売。
2019年6月光文社より小説「廓に噺せば」発売。
2019年7月日本文藝家協会編「ベスト・エッセイ2019」に選出される。

## 連載
- CROSSBEAT（シンコーミュージック） 「GOD SAVE the 与太郎」
- PUNK ROCK ISSUE Bollocks(メディア総合研究所) 「江戸ヴィシャス」
- 週刊ヤングサンデー「笑いの虎」
- フルコンタクトＫＡＲＡＴＥ「江戸前フック」
- 格闘Kマガジン「実録武道家外伝」
- わしズム「高座ニズム宣言」
- リアルスポーツ「今宵も歌蔵」
- 北海道新聞「桂歌蔵のお笑い観測所」

## 著書
- 前座修業―千の小言もなんのその
- 落語家に学ぶ「笑い」のつくりかた
- 世界をネタにかける落語家　インド・スリランカ編
- 世界をネタにかける落語家　東南アジア・中央アジア編
- 世界をネタにかける落語家　南北アメリカ・北東アフリカ編
- 第3回藤本義一文学賞 単行本
- よたんぼう　（ＫＡＤＯＫＡＷＡ）
- 廓に噺せば　（光文社）

## 出演
- MONDO21 「桂歌蔵の格闘技研究所」さまざまな格闘技体験入門
- 横浜テレビ局はまっこチャンネル「はまっこアイ」の一コーナー、『イーとこ発見ふれあい小旅行』にてレポーター役。
- 笑点「真打口上」
- BS笑点「道具や」
- 千葉テレビ テレビ神奈川「浅草寄席」
- TBSラジオ 「ライムスター宇多丸のウィークエンド・シャッフル」